# Chrysochroa castelnaudii
Chrysochroa castelnaudii es una especie de escarabajo barrenador metálico del género Chrysochroa, categorizada en la tribu Chrysochroini, de la subfamilia Chrysochroinae. Fue descrita científicamente por Deyrolle en 1862.

## Distribución geográfica
Habita en la región indomalaya.

## Tratamiento taxonómico
La especie aparece registrada y publicada en Description de deux nouvelles espèces de buprestides. Annales de la Société entomologique de France (4) 2:537-538, color plate. (1862).